# Appenzeller (Käse)

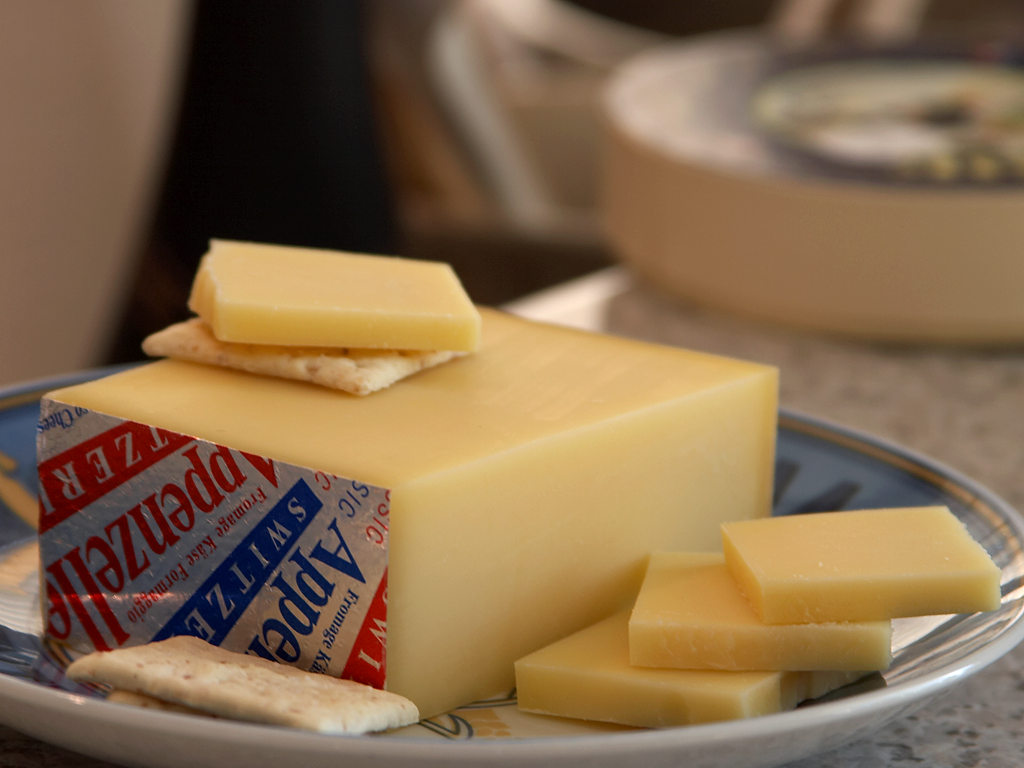
Appenzeller Käse

Appenzeller ist eine Schweizer Käsesorte, benannt nach dem Appenzellerland in der Schweiz, wo bereits seit dem Mittelalter Käse hergestellt wird. Die Landwirtschaft um den Säntis liefert die Rohmilch, mit der Appenzeller Käse hergestellt wird. 42 Dorfkäsereien, die Mehrheit in den Kantonen St. Gallen und Thurgau sowie einige wenige in Appenzell Ausserrhoden, produzierten im Geschäftsjahr 2018 eine Gesamtmenge von 8696 Tonnen. Ausgereift wurde der Käse zum Teil noch in Appenzell. 2023 zog sich jedoch der letzte Betrieb aus Appenzell zurück und schloss seinen dortigen Käsekeller. Die Produktion wird von einer zentralen Organisation aufgekauft und unter der eingetragenen Marke «Appenzeller Switzerland» vermarktet. Rund 53 Prozent des Appenzeller Käses wird im Ausland verkauft, davon etwa 78 Prozent in Deutschland, gefolgt von Frankreich und den Benelux-Staaten mit wesentlich geringeren Anteilen. Die Produktionsmengen sind in den letzten Jahren im Wesentlichen stagnierend. Im Rekordjahr 2020 wurden über 10.000 Tonnen Appenzeller Käse produziert.

## Vermarktung

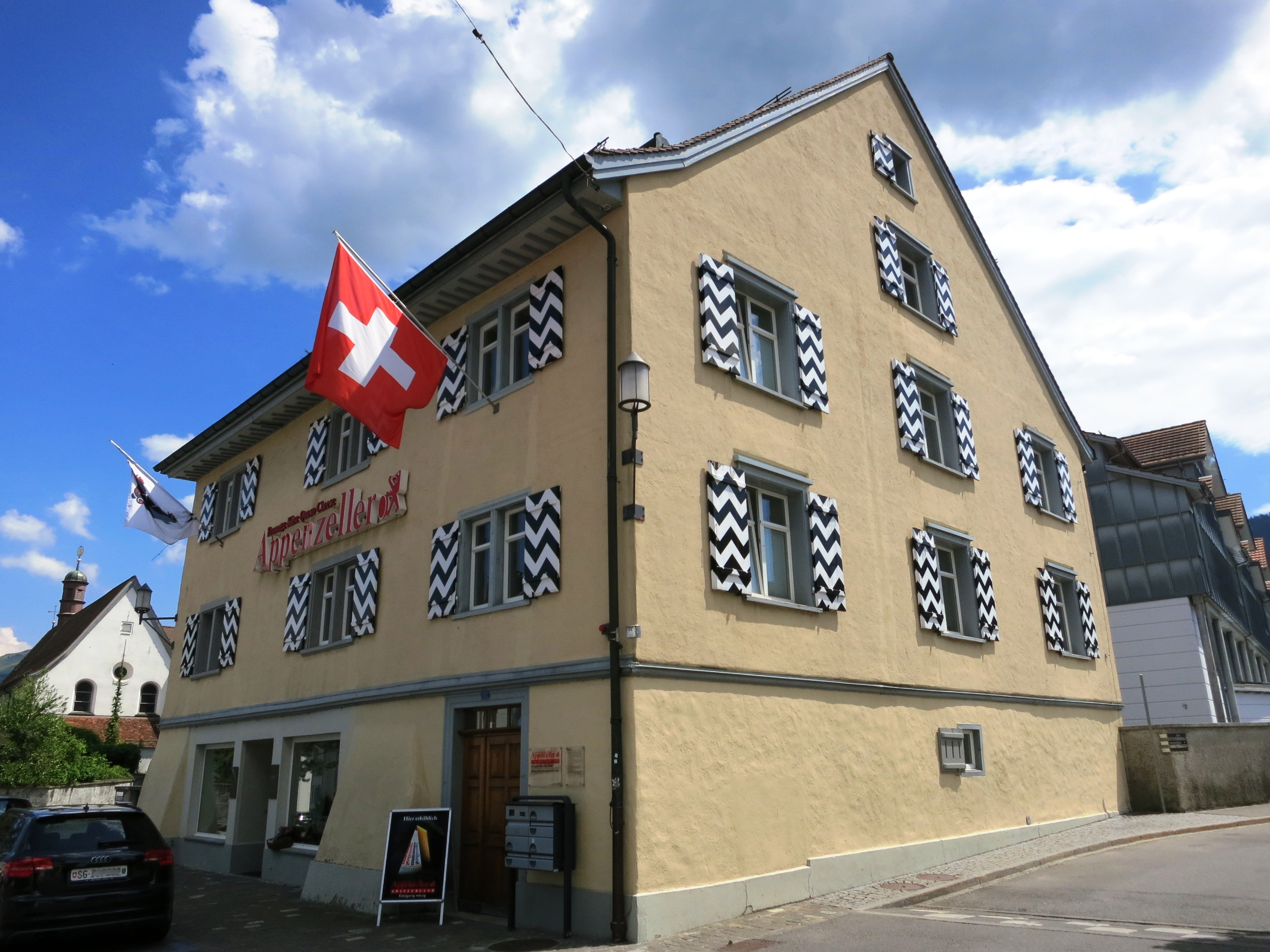
Sitz der Sortenorganisation im Haus Salesis in Appenzell

Die Bezeichnung «Appenzeller Käse» ist keine geschützte Herkunftsbezeichnung nach Schweizer Recht, sondern eine Kollektivmarke der Sortenorganisation Appenzeller Käse GmbH mit Sitz in Appenzell, in der Milch- und Käseproduzenten, Käsehandel und die Stiftung Fonds für Appenzeller Käse organisiert sind. Sie kauft den Appenzeller Käse von den Herstellern auf und vermarktet ihn in der Schweiz und im Ausland. In der Verantwortung der Sortenorganisation liegen Qualitätskontrolle, Marketing und Werbung, die Festlegung der Produktionsmengen und der Verkaufspreise. Käse, den die Hersteller über die festgelegten Mengen hinaus produzieren, können sie nicht unter dem Markennamen «Appenzeller» verkaufen; aus diesem Grunde bieten etliche Käsereien unter anderen Namen Käse an, der dem Original-Appenzeller zumindest sehr ähnlich ist und seinen Markterfolg beeinträchtigt.
In ihrer Werbung betont die Sortenorganisation die Traditionalität und den würzigen Geschmack des Produktes und streicht besonders das «geheime Rezept» der Kräutersulz (der Flüssigkeit, mit welcher der Käse während der Reifung gepflegt wird) heraus. Bekannte Werbefiguren sind die Sennen (Alphirten) in Appenzeller Tracht, deren Schweigsamkeit die Geheimhaltung garantiert, beispielsweise in einer Serie von Werbespots für die Fernsehwerbung mit dem deutschen Schauspieler Uwe Ochsenknecht, der ihnen das Rezept zu entlocken versucht. Die Kampagne wurde mit mehreren Werbepreisen ausgezeichnet.

## Eigenschaften

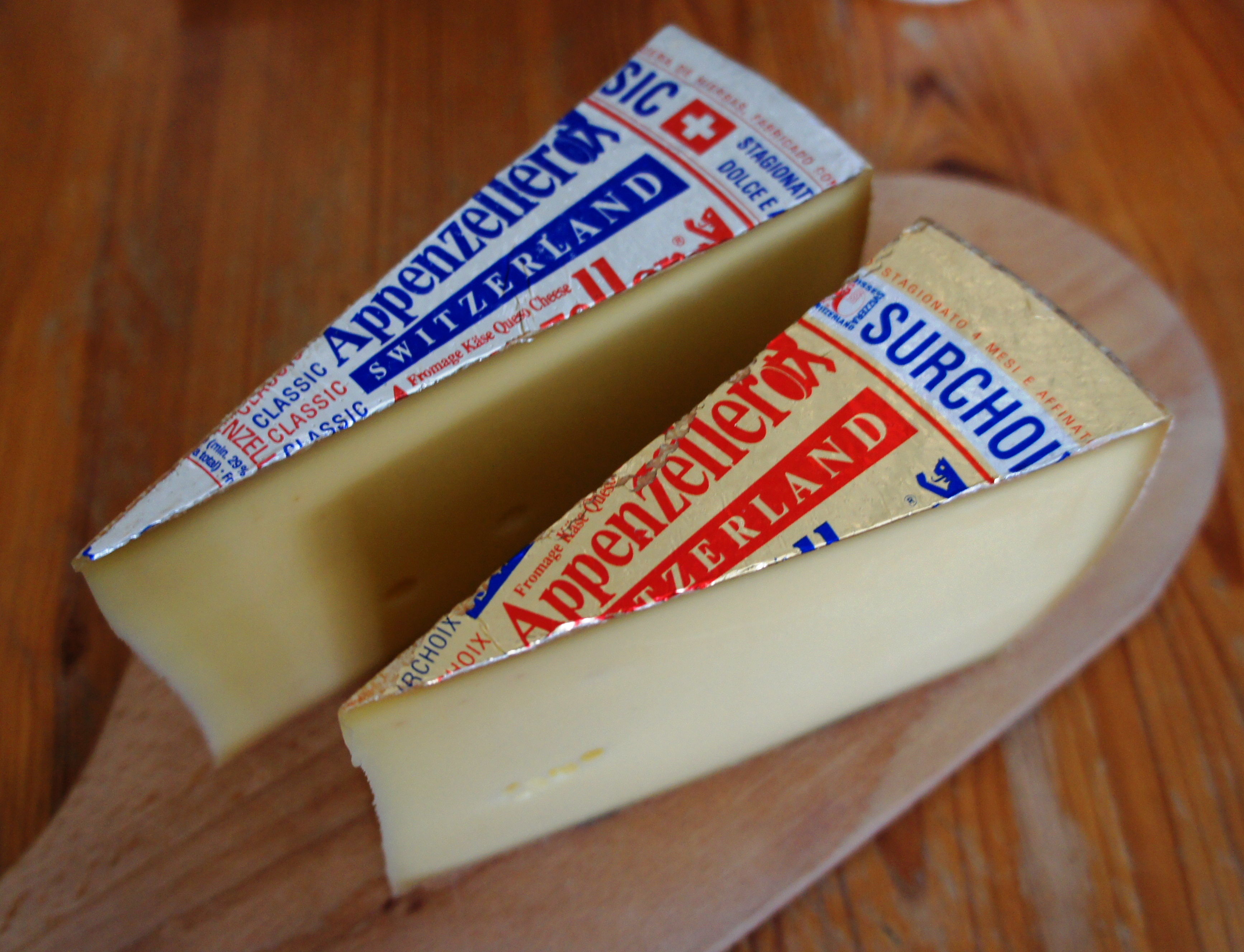
Appenzeller Classic (links) und Surchoix (rechts)

Appenzeller Käse ist in der Schweiz ein Halbhartkäse (nach deutscher Nomenklatur: Schnittkäse),
der in zwei Varianten hergestellt wird: als Vollfett- und als Viertelfettkäse. Der Vollfette wird in Reifegraden Classic (mild-würzig), Surchoix und Extra (extra würzig) angeboten.

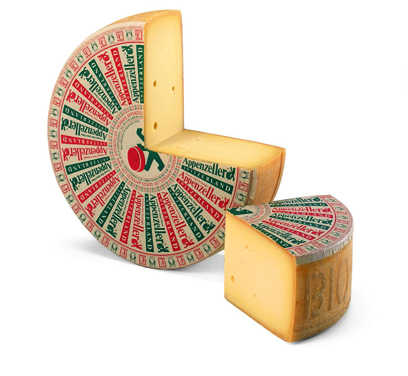
Appenzeller Bio

Die Laibe sind rund mit einem Durchmesser von 20–30 cm, einer Höhe von 12–15 cm und einem Gewicht von 6–8 kg. Die Järbseite ist leicht gewölbt; eine ganz gerade Järbseite gilt als Käsefehler. Die Rinde ist fest mit gelblich-grau-brauner Schmiere, der Teig ist elastisch, weichschnittig und speckig, von leicht gelblicher Farbe und hat wenige, regelmässige, runde Löcher, die etwa maiskorn- bis kirschkerngross sind. Geruch und Geschmack werden als würzig, rein, mild und aromatisch beschrieben. 
Beim Viertelfetten unterscheidet man je nach der Reifezeit zwischen «mild» und «rezent» (räss) Käse. Der Rässkäse ist im Übrigen kräftiger als der Vollfettkäse.
Die Sortenorganisation gibt den Herstellern für den Vollfettkäse einen Mindestgehalt von 50 % Fett i. Tr. und einen Mindestanteil von 58 % Trockenmasse vor, für den Viertelfettkäse 20 % Fett i. Tr. und 48 % Trockenmasse.

## Herstellung
Appenzeller ist ein Rohmilchkäse, das heisst, er wird aus nicht thermisch behandelter Kuhmilch hergestellt. Für die Herstellung der Vollfettstufe soll die Kessimilch einen Fettanteil von 3,3–3,5 % haben. Frische Morgenmilch wird mit gekühlter Abendmilch gemischt, auf eine Einlabungstemperatur von 30–31 °C gebracht und mit Säuerungskulturen und Labferment versetzt. Nach etwa einer halben Stunde ist die Milch dickgelegt und kann zu Käsebruch geschnitten werden. Dieser wird dann bei 42–46 °C eine Weile nachgewärmt (bei magerem Käse kühler) und anschliessend aus der Sirte gezogen, in Formen gefüllt und gepresst. Danach werden die Käse zwölf Stunden (teilweise aber auch acht bis zehn Tage lang) stehen gelassen, bevor sie für ein bis drei Tage bei Temperaturen von 8–14 °C in ein Salzbad von 18–20 °Bé kommen. Nach dem Verlassen des Salzbades werden die Laibe noch etwa zehn Tage lang zur Begünstigung der Schmierebildung regelmässig gebürstet und gesalzen.
Eine Besonderheit des Appenzellers ist die Behandlung mit der sogenannten «Sulz», einer speziellen Flüssigkeit, mit welcher der Käse während der Reifung behandelt wird. Sie soll sich aus Wein, Hefen, Salz, Gewürzen und anderen Bestandteilen zusammensetzen. Früher hüteten die Käser das genaue Rezept ihrer jeweiligen Sulz als Familiengeheimnis, inzwischen ist es aber einheitlich und wird durch die Sortenorganisation geregelt. Die Reifungszeit beträgt vier bis sechs Monate für den vollfetten, sechs bis sieben Monate für viertelfetten Käse.

## Verwendung
Als Tafelkäse, aber auch in der warmen Küche ist Appenzeller vielseitig einsetzbar. Mildere Typen eignen sich gut für Fondue oder Raclette, kräftigere als würzende Beigabe zum Fondue. Ein klassisches Appenzeller-Gericht ist der Appenzeller Käsefladen.

## Geschichte
Die Hersteller des Appenzeller Käses können sich auf eine Geschichte berufen, die bis ins Mittelalter, genauer gesagt mindestens bis ins 13. Jahrhundert zurückreicht, denn als früheste urkundliche Erwähnung des Käses gilt eine Urkunde im Stiftsarchiv St. Gallen vom 15. Januar 1282, in der die Pension des abgedankten Abtes Rumo von Ramstein niedergelegt ist. Dieser erhielt jährlich neben 100 Mark Silber auch Naturalien. Unter anderem waren ihm zu zahlen:
Item de Gaise in maio una libra et Verene sexaginta casei, quilibet valens octo denarios, et decem solidi in eodem festo.
Zu Deutsch: Aus Gais im Mai ein Pfund [Geld] und am St. Verenentag [1. September] sechzig Käse, jeder im Wert von acht Denar, sowie am selben Fest zehn Solidi.
Wenn dies auch die erste Erwähnung in einer Urkunde ist, werden Käseabgaben aus Appenzell in zahlreichen Rödeln des Klosters St. Gallen genannt, die teilweise bis ins 12. Jahrhundert zurückreichen, aber nicht datiert sind. Überhaupt waren um die Zeit Käse die bedeutendste Abgabe der Appenzeller Bevölkerung an das Kloster, wobei Alpkäse, casei alpini, oftmals eigens beziffert wurden; im Spätmittelalter stieg die Menge auf über 5000 Käse pro Jahr an.
Eine Beschreibung, wie der Käse hergestellt wurde, ist in diesen Quellen aber nicht zu finden. Vermutlich waren es kleine, weiche Käse, da das Nachwärmen des Bruchs noch nicht praktiziert wurde.
Ursprünglich war der Appenzeller Käse in erster Linie ein Produkt der Alpwirtschaft, doch konnten die Sennereien im Laufe der Zeit die steigende Nachfrage nicht mehr befriedigen, so dass die Produktion zunehmend in Talkäsereien verlegt wurde, die besser ausgestattet waren und über mehr Milch verfügten. Die traditionellen Gefässe und Arbeitsmethoden wurden dabei aufgegeben. Im Jahre 1942 wurde die Geschäftsstelle für Appenzellerkäse in St. Gallen gegründet. Seit der Schliessung der Käserei Oberegg im Jahr 1989 kommt kein Appenzeller Käse mehr aus Innerrhoden. Im Inneren Landesteil von Innerrhoden wurde nie Appenzeller Käse hergestellt. Die heutige Sortenorganisation wurde im Zuge der Aufhebung der Schweizer Käsemarktordnung gegründet.